# East Sepik
East Sepik is een provincie in de Momase regio van Papoea-Nieuw-Guinea.
East Sepik telt 450 530 inwoners op een oppervlakte van 42.800 km². De hoofdstad is Wewak.
Provincies: Central · Chimbu · Eastern Highlands · East New Britain · East Sepik · Enga · Gulf · Hela · Jiwaka · Madang · Manus · Milne Bay · Morobe · New Ireland · Northern · Southern Highlands · Western · Western Highlands · West New Britain · Sandaun

National Capital District      Autonome provincie: Bougainville